# 空木平カール

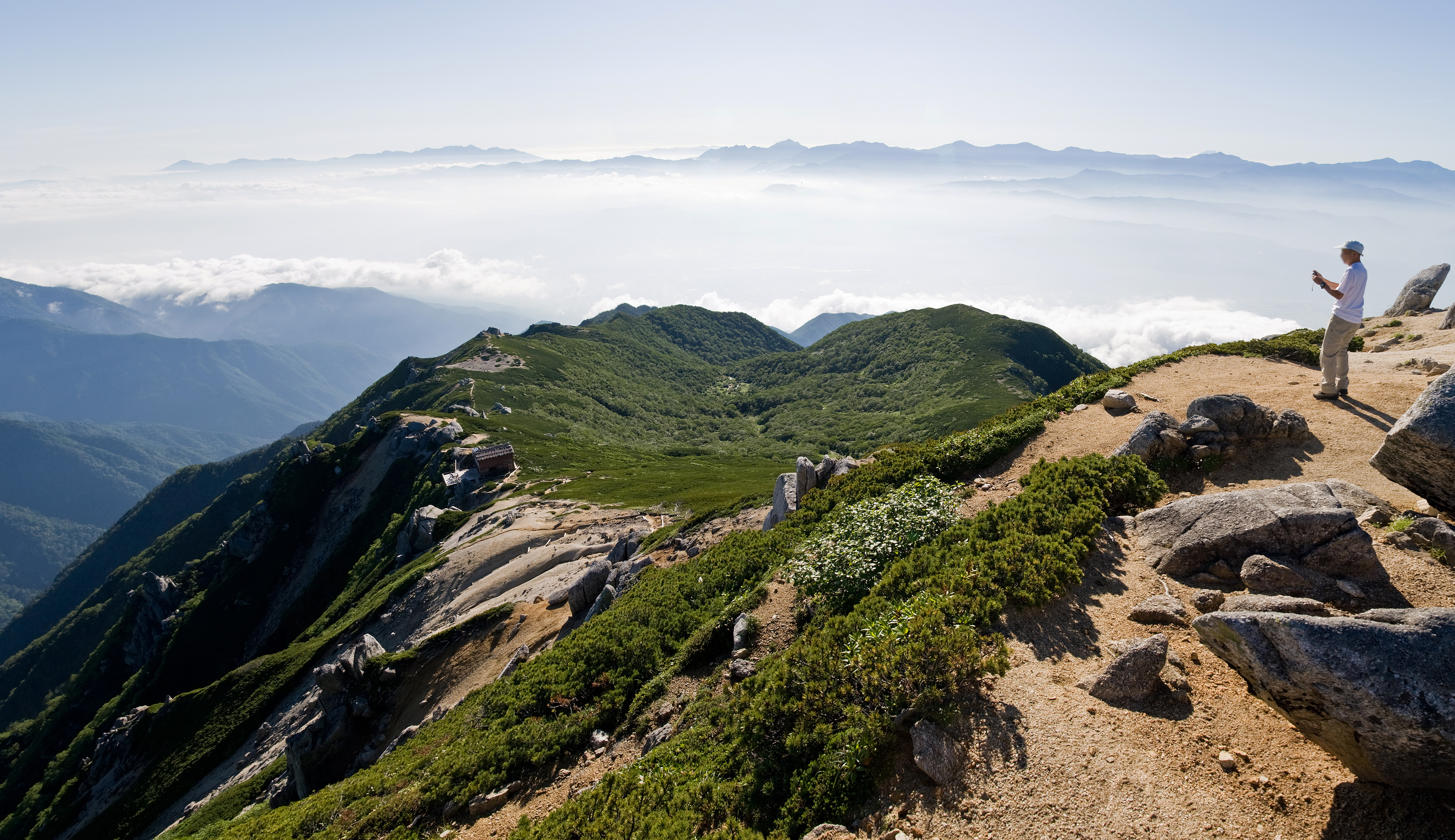
空木岳山頂より見た空木平カール
（2009年8月撮影）

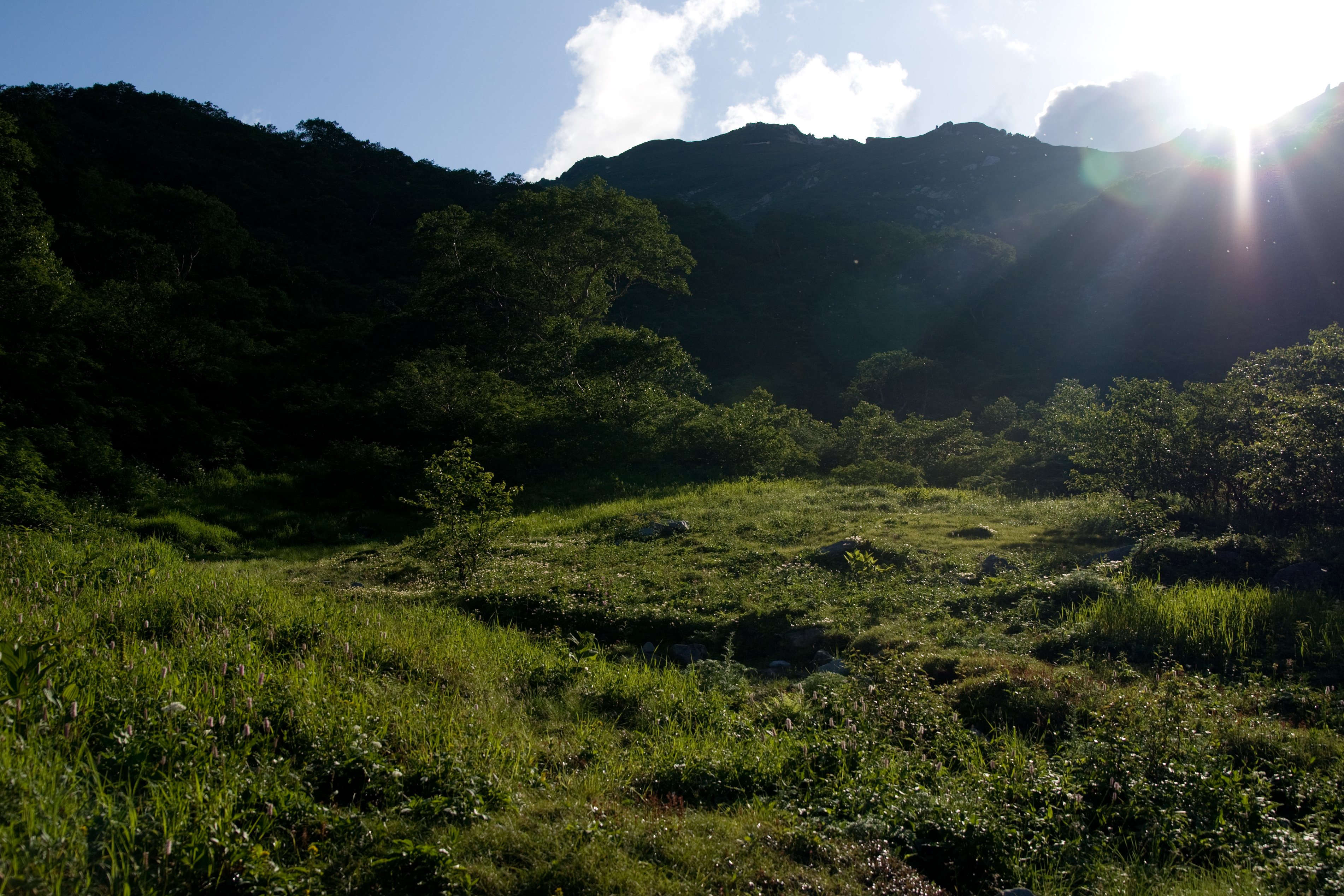
空木平カールより仰ぐ空木岳
（2009年8月撮影）

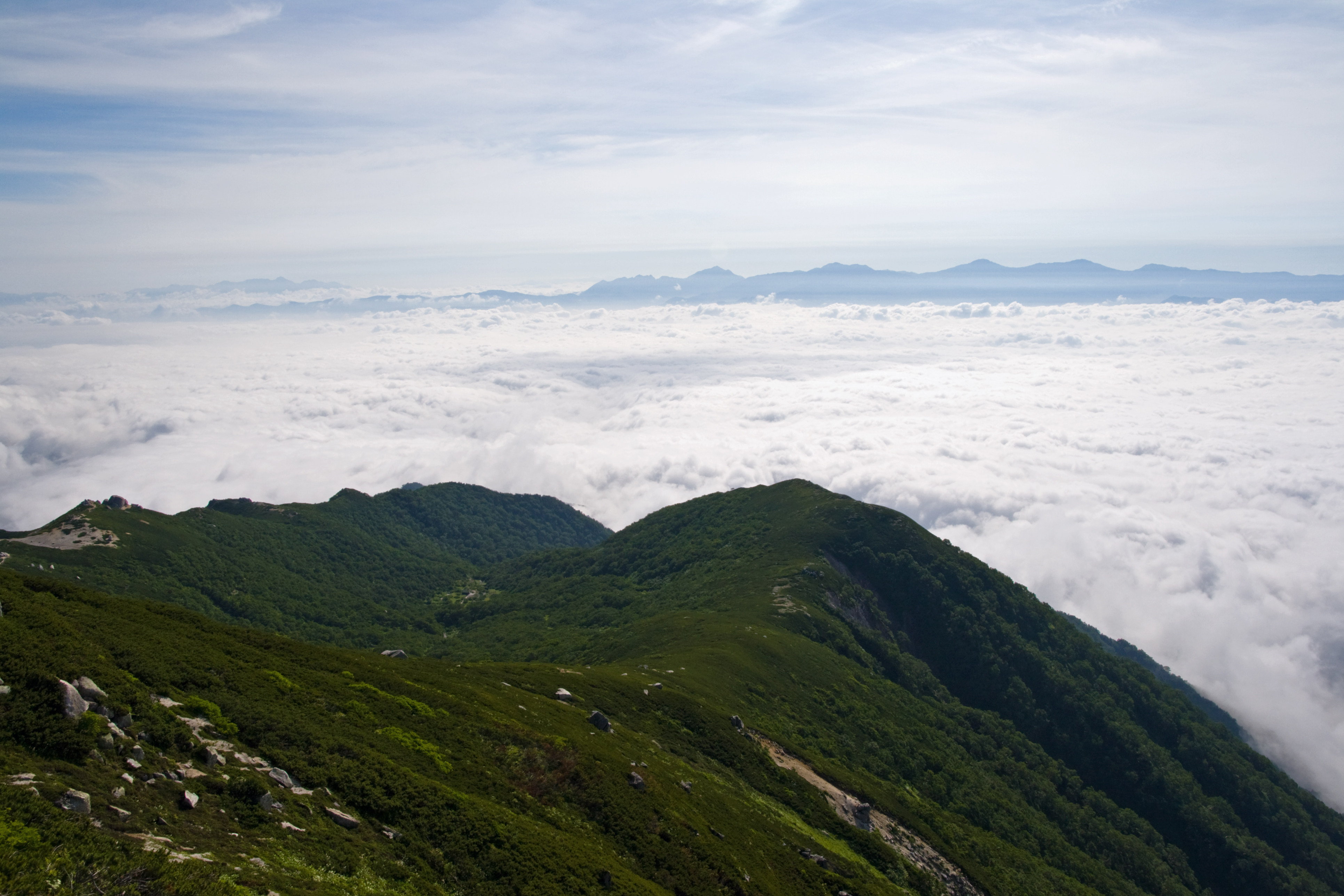
空木平カールと雲海
（2008年7月撮影）

空木平カール（うつぎだいらカール）とは、中央アルプス・空木岳(2,864m) の東側、標高2,500-2,700mに広がるカール（圏谷）地形である。空木平や空木カールとも呼ばれる。

## 登山道
空木岳登山道の池山尾根上部の分岐(写真) から登山道が2本に分かれ、左は空木平カール、右は圏谷北側稜線への登山道となる。空木平のコースの多くは樹林帯で展望はあまりないが、高山植物が豊富である。稜線のコースは森林限界を越え、駒石などの巨岩が点在する展望の良い尾根道となるが、高山植物は少ない。
登山口から分岐までコースタイム
- 菅ノ台 - 林道終点 - 池山小屋 - 大地獄・小地獄 - 分岐 （6～7時間）

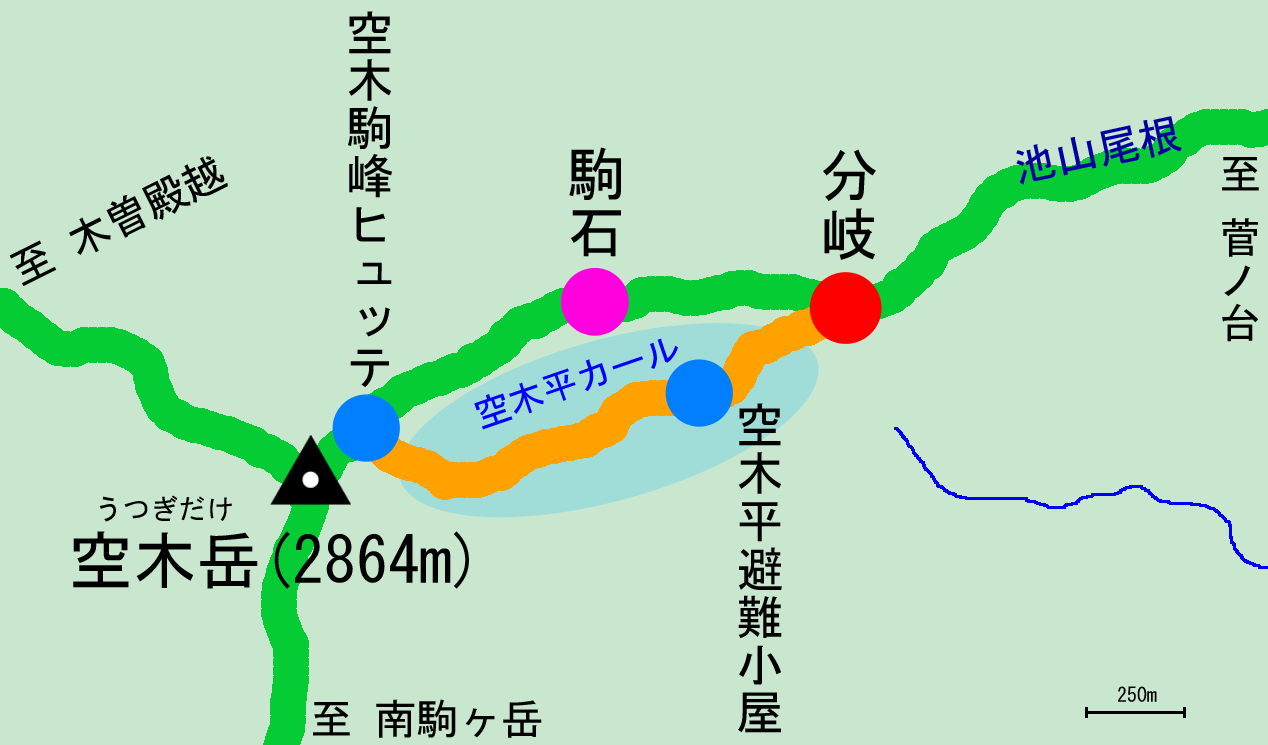
空木平カール周辺の地図

分岐から山頂までのコースタイム
- 分岐 ― 空木平 ― 空木岳 （約1時間）
- 分岐 ― 駒石 ― 空木岳 （約1時間）

## 登山施設
- 空木平の中央に空木平避難小屋（無人）がある。小屋周辺は高山植物のお花畑が広がる。

## ギャラリー

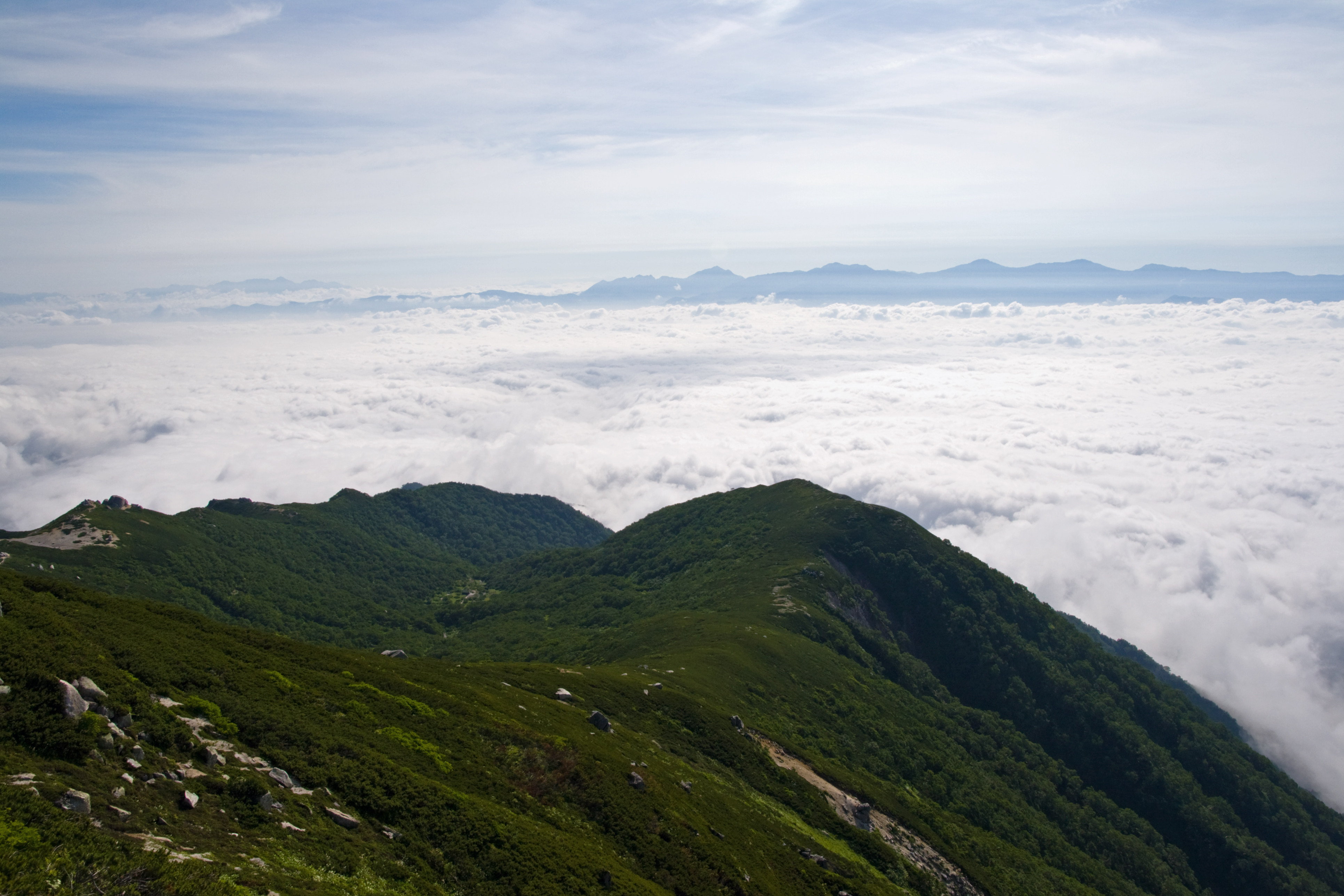
空木平と雲海 （2008年7月）
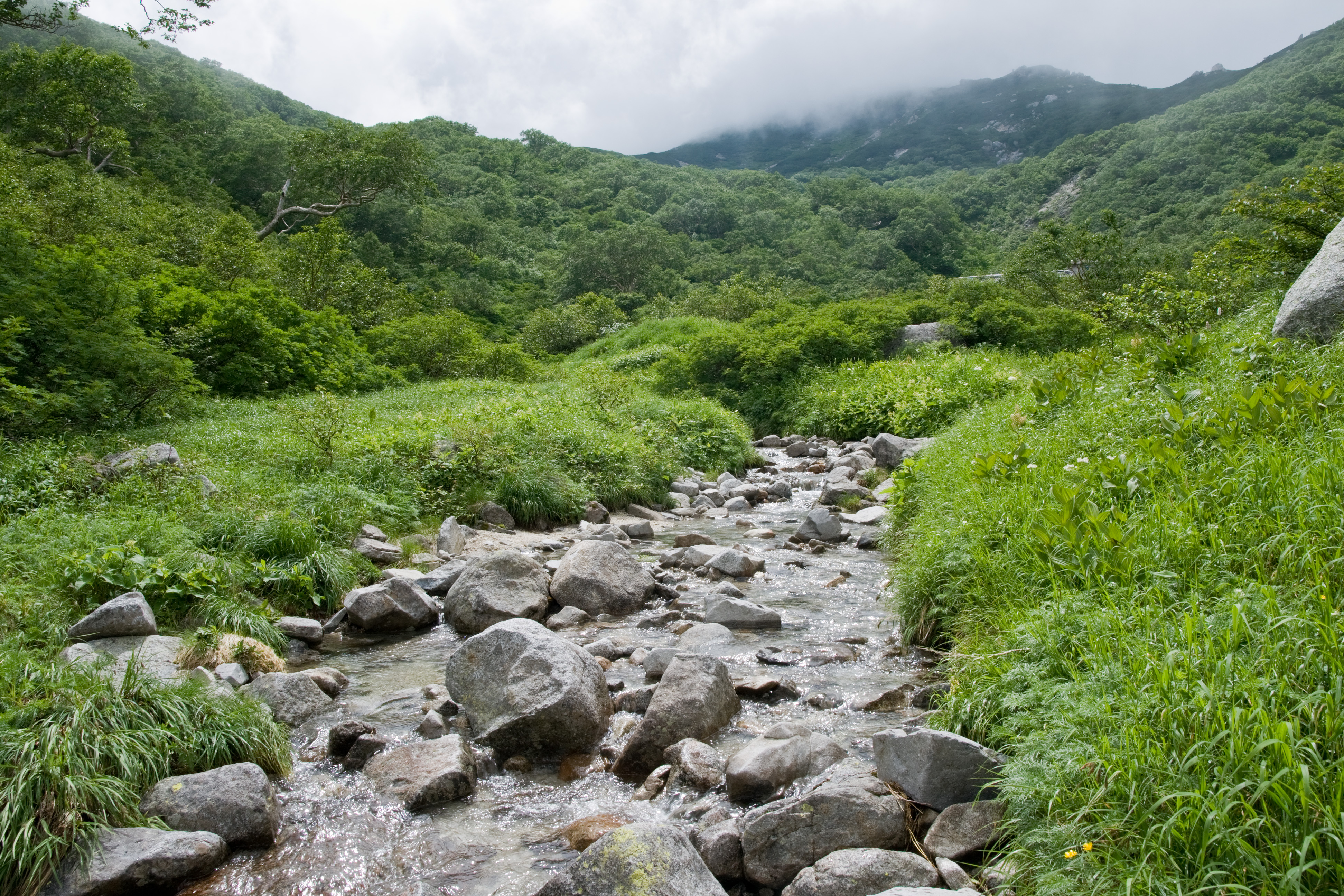
空木平の小川 （2009年8月）
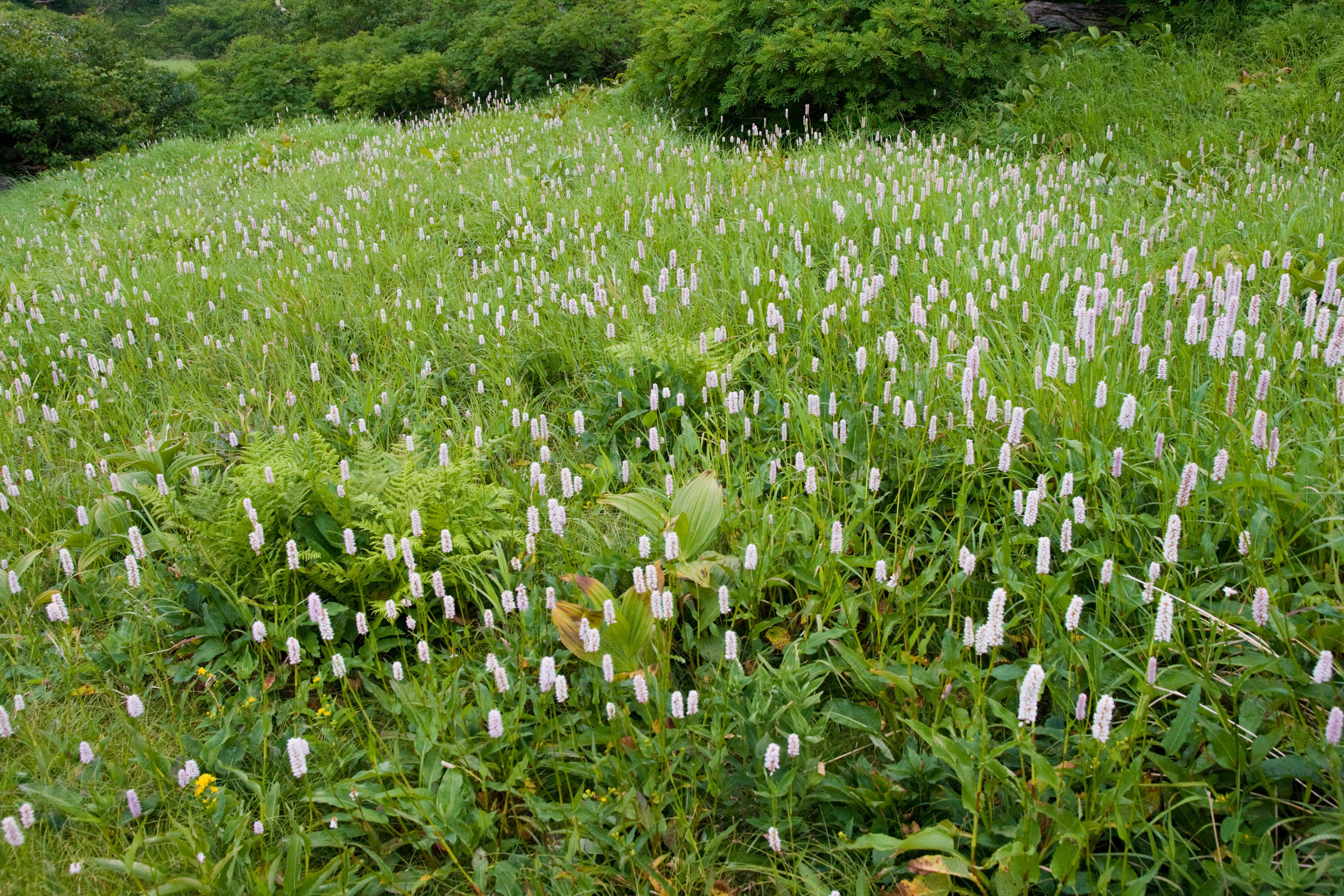
空木平のお花畑 （イブキトラノオの群生・2008年7月）
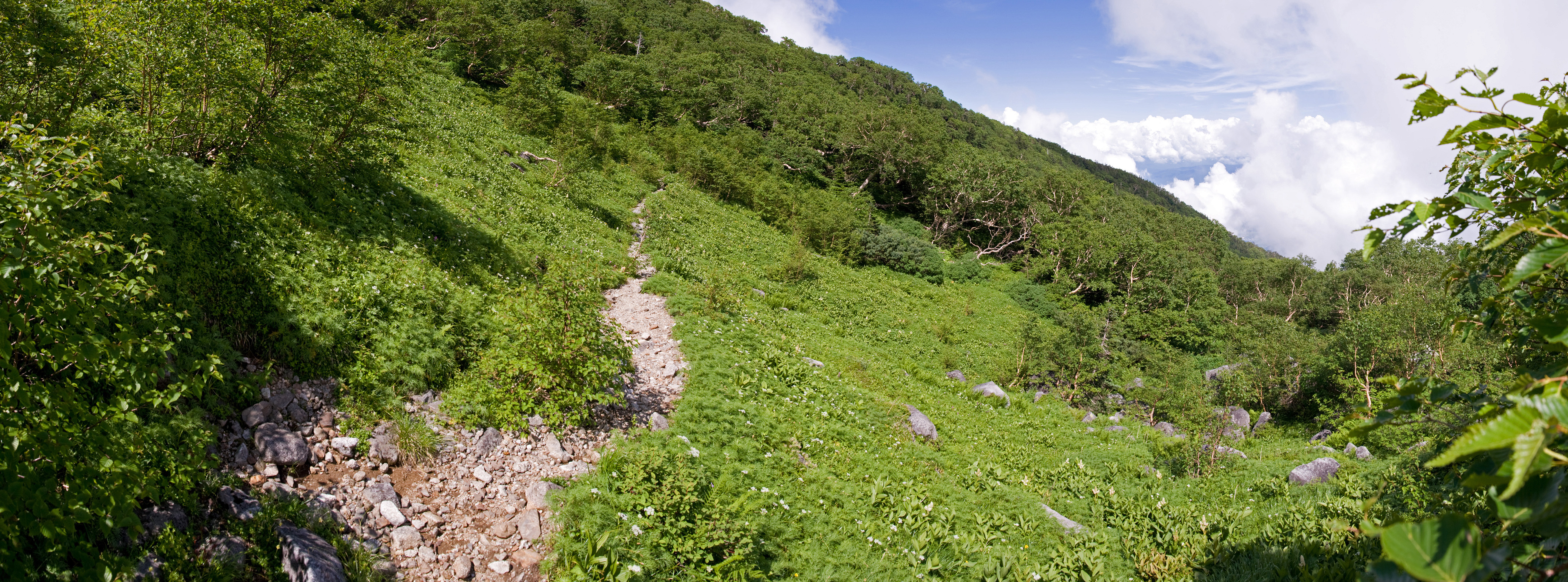
空木平の登山道 （2009年8月）